# Ciclo sotiaco
Il ciclo sotiaco o calendario canicolare, è un periodo dell'antico calendario egizio costituito da un ciclo di 1461 anni da 365 giorni esatti, corrispondenti nel calendario giuliano a 1460 anni da 365,25 giorni ciascuno. 
Alla fine un ciclo sotiaco, la perdita di un quarto di giorno all'anno fa sì che l'inizio del nuovo anno coincida nuovamente con la levata eliaca della stella Sirio (in antico egiziano: Spdt, latinizzato in Sopedet, 'Triangolo'; in greco antico: Σῶθις, Sō̂this, da cui l'aggettivo sotiaco) del 19 luglio nel calendario giuliano. La data si sposta lentamente nel calendario gregoriano a causa della mancanza dell'anno bisestile ogni quattro secoli. Attualmente è il 3 agosto.